# Virgolândia
Virgolândia là một đô thị thuộc bang Minas Gerais, Brasil. Đô thị này có diện tích 281,541 km², dân số năm 2007 là 5724 người, mật độ 19,8 người/km².